# Cratere Tawals
Tawals  è un cratere sulla superficie di Cerere.